# Medaglia commemorativa delle campagne di Libia
La medaglia commemorativa delle campagne di Libia fu una decorazione istituita dal Regno d'Italia nel 1913 per tutti coloro che avessero preso parte alle campagne belliche in Libia a partire dal 1911; divenuta obsoleta, fu abolita solo nel 2011.

## Criteri di eleggibilità
La medaglia venne istituita con l'intento di ricompensare i militari del Regio Esercito, le truppe coloniali ed il personale civile e militare della Regia Marina da guerra italiana che avesse partecipato alle campagne belliche in Libia o nei territori dipendenti dall'Impero ottomano, dopo la sconfitta di questo nella Guerra italo-turca scoppiata nel 1911 e conclusasi nel 1912.

## Insegne

### Medaglia
La medaglia era costituita da un disco d'argento di 32 mm di diametro recante:
sul dirittoil volto di Vittorio Emanuele III rivolto verso destra, attorno la legenda: "VITTORIO . EMANUELE . III. RE . D' . ITALIA" e sotto il collo la firma dell'incisore Luigi Giorgi;
sul versola scritta "LIBIA", al centro, attorniata da due rami d'alloro a corona.
La medaglia venne coniata dalla zecca di Roma, ma anche altre ditte ne realizzarono privatamente degli esemplari, alcuni in bronzo argentato.

### Nastro
Il nastro era composto sei strisce blu alternate a cinque strisce rosso scuro.

### Barrette
Le fascette bronzee da applicare sul nastro riportavano gli anni di campagna in cui si era prestato servizio. Le barrette erano consentite per gli anni: "1912", "1912-13", "1913", "Fezzan/913", "1913-14", "Fezzan/913-914", "1914", "Fezzan/914", "1914-15", "1915", "Tripolitania/1915", "1915-16", "1916", "1916-17", "1917", "1917-18", "1918", "1918-19", "1919", "1919-20", "1920", "1920-21", "1921", "1922", "1923", "1924", "1925", "1926", "1927", "Tripolitania 1927-1928", "1928", "Tripolitania 1928-1929", "1929", "Tripolitania 1929-1930", "1930", "1931" .
La medaglia è molto simile alla medaglia commemorativa della guerra italo-turca (1911-1912), dalla quale si differenzia solo per il motto; anche il nastro è identico.